# World Games 2022/Jiu Jitsu
Bei den World Games 2022 in Birmingham, Alabama, fanden vom 15. bis 16. Juli insgesamt 18 Wettbewerbe im Jiu Jitsu statt, jeweils acht bei den Männern und bei den Frauen sowie Mixed-Wettbewerbe im Duo und mit der Mannschaft. Austragungsort war das Birmingham-Southern College.

## Bilanz

### Medaillenspiegel
| Platz  | Land                         | Gold | Silber | Bronze | Gesamt |
| ------ | ---------------------------- | ---- | ------ | ------ | ------ |
| 1      | Deutschland                  | 3    | 1      | 3      | 7      |
| 1      | Israel                       | 3    | 1      | 3      | 7      |
| 3      | Thailand                     | 2    | 2      | —      | 4      |
| 4      | Frankreich                   | 2    | 1      | 2      | 5      |
| 4      | Vereinigte Arabische Emirate | 2    | 1      | 2      | 5      |
| 6      | Belgien                      | 2    | 1      | —      | 3      |
| 7      | Serbien                      | 1    | 1      | —      | 2      |
| 7      | Ukraine                      | 1    | 1      | —      | 2      |
| 9      | Kanada                       | 1    | —      | 1      | 2      |
| 9      | Slowenien                    | 1    | —      | 1      | 2      |
| 11     | Griechenland                 | —    | 2      | —      | 2      |
| 12     | Niederlande                  | —    | 1      | 3      | 4      |
| 13     | Dänemark                     | —    | 1      | 2      | 3      |
| 14     | Bahrain                      | —    | 1      | —      | 1      |
| 14     | Kasachstan                   | —    | 1      | —      | 1      |
| 14     | Kirgisistan                  | —    | 1      | —      | 1      |
| 14     | Kolumbien                    | —    | 1      | —      | 1      |
| 14     | Marokko                      | —    | 1      | —      | 1      |
| 19     | Schweiz                      | —    | —      | 1      | 1      |
| Gesamt | Gesamt                       | 18   | 18     | 18     | 54     |

### Medaillengewinner
Männer
| Disziplin       | Gold                       | Silber                           | Bronze                  |
| --------------- | -------------------------- | -------------------------------- | ----------------------- |
| Fighting –62 kg | Bohdan Moltschunskyj (UKR) | Alejandro Viviescas (COL)        | Ecco van der Veer (NED) |
| Fighting –69 kg | Jaschar Salmanow (GER)     | Ivan Della Croce (SRB)           | Tim Toplak (SLO)        |
| Fighting –77 kg | Simon Attenberger (GER)    | Lucas Andersen (DEN)             | Boy Vogelzang (NED)     |
| Fighting –85 kg | Nikola Trajković (SRB)     | Donny Donker (NED)               | Daniel Zmeev (GER)      |
| Ne-waza –69 kg  | Florian Bayili (BEL)       | Mohamed Al-Suwaidi (UAE)         | Viki Dabush (ISR)       |
| Ne-waza –77 kg  | Nimrod Ryeder (ISR)        | Ali Munfaredi (BHR)              | Michael Sheehan (CAN)   |
| Ne-waza –85 kg  | Faisal Al-Ketbi (UAE)      | Abdurahmanhaji Murtazaliev (KGZ) | Saar Shemesh (ISR)      |
| Ne-waza offen   | Faisal Al-Ketbi (UAE)      | Seif-Eddine Houmine (MAR)        | Saar Shemesh (ISR)      |

Frauen
| Disziplin       | Gold                            | Silber                          | Bronze                  |
| --------------- | ------------------------------- | ------------------------------- | ----------------------- |
| Fighting –48 kg | Kanjutha Phattaraboonsorn (THA) | Athanasia Zariopi (GRE)         | Sandra Badie (FRA)      |
| Fighting –57 kg | Licai Pourtois (BEL)            | Christina Koutoulaki (GRE)      | Rebekka Dahl (DEN)      |
| Fighting –63 kg | Juliana Ferreira (FRA)          | Orapa Senatham (THA)            | Lilian Weiken (GER)     |
| Fighting –70 kg | Annalena Bauer (GER)            | Chloé Lalande (FRA)             | Liva Tanzer (DEN)       |
| Ne-waza –48 kg  | Vicky Hoang (CAN)               | Kanjutha Phattaraboonsorn (THA) | Irina Brodski (GER)     |
| Ne-waza –57 kg  | Meshy Rosenfeld (ISR)           | Galina Duwanowa (KAZ)           | Laurence Fouillat (FRA) |
| Ne-waza –63 kg  | Maja Povšnar (SLO)              | Rony Nisimian (ISR)             | Shamma Al-Kalbani (UAE) |
| Ne-waza offen   | Meshy Rosenfeld (ISR)           | Bohdana Holub (UKR)             | Shamma Al-Kalbani (UAE) |

Mixed
| Disziplin  | Gold | Silber | Bronze |
| ---------- | --- | --- | --- |
| Duo        | ThailandLalita Yuennan Warawut Saengsriruang                                                                          | BelgienCharis Gravensteyn Ian Lodens | SchweizSofia Hannah Jokl Thomas Schoenenberger                                                                                               |
| Mannschaft | FrankreichSandra Badie Valentin Blumental Juliana Ferreira Laurence Fouillat Percy Kunsa Chloé Lalande Julien Mathieu | DeutschlandSimon Attenberger Annalena Bauer Irina Brodski Julia Paszkiewicz Jaschar Salmanow Johannes Tourbeslis Lilian Weiken Daniel Zmeev | NiederlandeGéneviève Bogers Lidija Caković Donny Donker Anne van der Brugge Ecco van der Veer Aafke van Leeuwen Boy Vogelzang Stefan Vukotić |